# قرا ارسلان

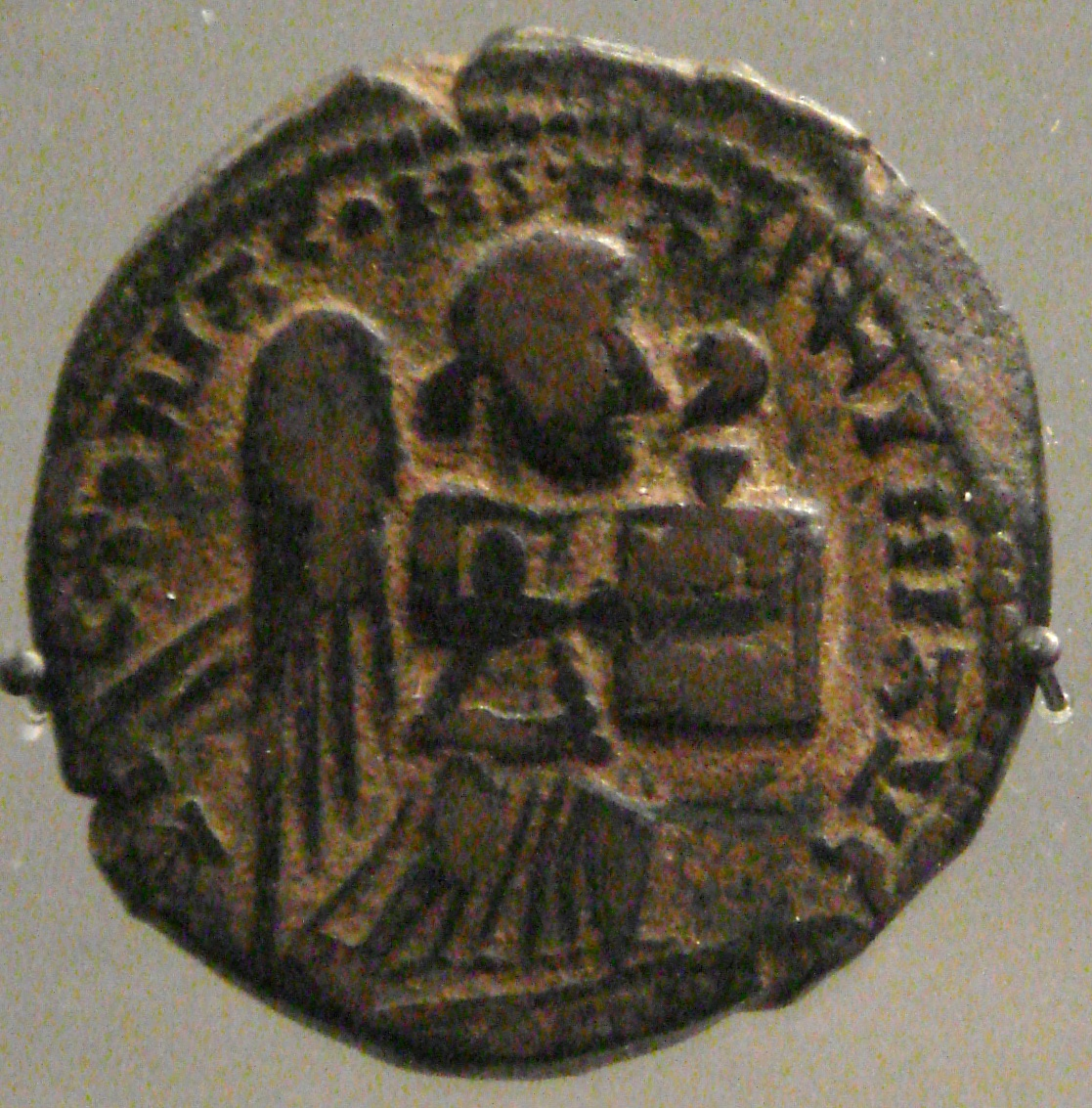
نمایی از یک‌سکهٔ ضرب‌شدهٔ دوران قرا ارسلان

قرا ارسلان (انگلیسی: Kara Arslan عضو خاندان آل ارتق و پسر رکن‌الدوله داودی، بیگ حصن کیفا، بود. او به دنبال مرگ پدرش در ۱۹ محرم ۵۳۹ (۲۲ ژوئیه ۱۱۴۴) حکومت حصن کیفا در دست گرفت. او برای مقابله با قدرت زنگیان و بازپس‌گیری حلب، ژوسلین دوم، کنت ادسا متحد شد اما خروج نیروهای ژوسلین به تل باشر برای پیوستن به نیروهای او منجر به محاصره ادسا توسط عمادالدین زنگی شد.